# Sweet, el dulce sabor del chisme
Sweet fue un programa de farándula colombiano dirigido por Cesar Castro y Carlos Giraldo, producida por Colombiana de Televisión y fue emitido por Cadena Uno. Se pudo ver en Latinoamérica a través del canal de cable internacional RCN Nuestra Tele asociado con DirecTV. 
Su última emisión después de casi 15 años fue el 4 de septiembre de 2013.

## Presentadores
- Carlos Giraldo
- Ana Karina Salgado
- Paola Varela
- Natalia Peralta
- Kimberly Reyes
- María Clara Rodríguez
- Mary Méndez
- Jorge Rebollo
- Carlos Vargas